# Signature (Neuronium)
Signature is een verzamelalbum van Michel Huygen alias Neuronium. Het album werd uitgebracht via MIG (Made in Germany), waarop ook de backcatalogus werd uitgebracht van Klaus Schulze. Huygen beperkt zich tot wat in zijn ogen de beste recente tracks zijn van twee decennia albums uitbrengen in eigen beheer. Remoteness is de enige track die verder teruggaat; het staat op Intimo uit 1990. Volgens een persbericht moet de verzameling werken diverse gemoedstoestanden van Huygen weergeven; kortom wie Huygen is.
Gelijktijdig werd een album uitgegeven met de twee eerste albums van Neuronium: Quasar 2C361 en Cuelo Quimico.

## Musici
- Michel Huygen – synthesizers, elektronica met
- Jimmy Demers – zang op Orion (tekst van Sean Stone)
- London Symphony Orchestra onder leiding van Stephen Small op Imaginary movement no 5

## Muziek
| Nr. | Titel                                        | Duur |
| --- | -------------------------------------------- | ---- |
| 1.  | Wraith of faith (album: Etykagnostyka)       | 4:40 |
| 2.  | Jump to infinity (album: Lysergic dream)     | 3:47 |
| 3.  | Audiophetamine (album: Jamais vu)            | 7:53 |
| 4.  | Psychic smell (album: Exosomnia)             | 4:20 |
| 5.  | Mystykatea (album: Mystykatea)               | 4:35 |
| 6.  | Moments mirabila (album: Nihilophobia)       | 3:31 |
| 7.  | One light-year away from you (album: Ikigai) | 4;27 |
| 8.  | Remoteness (album: Intimo)                   | 4:30 |
| 9.  | In aliens I trust (album: Mystykatea)        | 7:04 |
| 10. | Orion (anthem) (album: Alien spirit)         | 5:15 |
| 11. | Life is emotion (album: Ikigai)              | 5:40 |
| 12. | Imaginary movement no 4 (album: Neo)         | 7:28 |